# Krater Carswell
Krater Carswell – krater uderzeniowy w północnej części prowincji Saskatchewan w Kanadzie. Krater jest widoczny na powierzchni ziemi, obrzeża krateru w północnej części wskazują niskie wzgórza, a w południowej przebieg rzeki Douglas. Podłużne jezioro Carswell wcina się od północnego wschodu w obręb krateru.
Wiek krateru oceniany jest na 115 ± 10 milionów lat (kreda późna). Powstał prawdopodobnie w wyniku uderzenia małej planetoidy w skały osadowe pokrywające krystaliczne podłoże.